# 京族
京族（越南语：／），亦稱越族（越南语：／），是越南主體民族，佔越南總人口的86%，是狹義上的越南人。在中國境內，京族是由官方认定的少數民族之一。
“京族”是越南主体民族的自稱，在越南官方使用「京族」一名來區別於越南境內其他民族，中華人民共和國國務院於1958年將中國境內的该民族也定名為京族（中國羅馬字母拼寫：Gin）。越南北部少数民族传统上称京族为交人（Keo），这个名称源自历史上的交趾郡。
從語言學的角度來看，京族的母語京語通常被認為屬於南亞語系，故京族一般被視為南亞語系民族。另有一種說法認為，京族是百越後裔的壯侗語系民族之雒越為主體，加入南島語系民族之占人、南亞語系民族之高棉人及漢藏語系民族之漢人而重新融合而成的民族。而由於長期受中國文化的影響，京族文化更接近於東亞而非東南亞。

## 历史

### 起源
根据越南古代传说，貉龍君和嫗姬结合生下100个蛋，生出100个孩子，而其中最年长的就是后来京族的祖先雄王。

### 早期历史

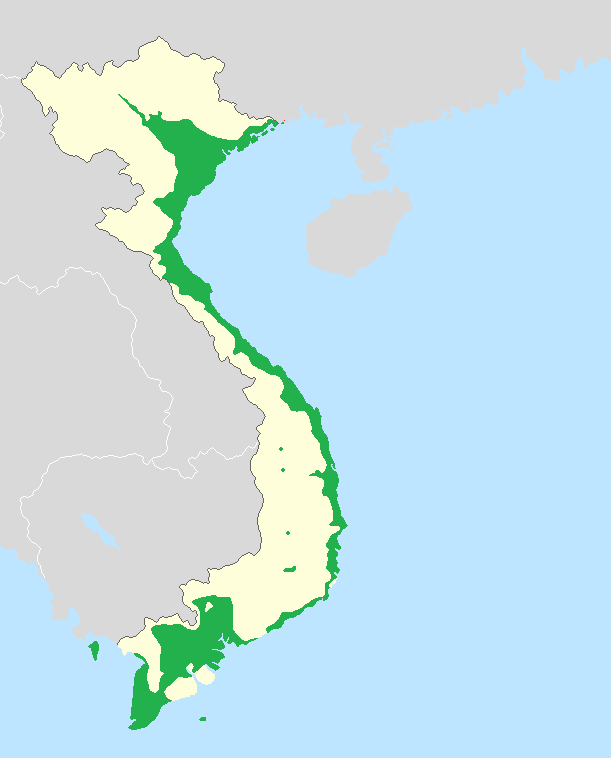
越南京族分布

中国古籍中将南方的少数民族一称作“百越”或“越”，这也是京族称“越族”的来源。而在越南历史中，公元前258年安阳王在今越南北部建立了甌雒国，而在公元前208年秦朝将领赵佗联合百越击败安阳王，并在今天的广东自立为王，建立南越，他将安阳王的领土纳入了自己的版图。

## 越南之外

### 中國大陸
中國大陸境内的京族主要分布在广西壮族自治区东兴市江平镇的巫頭（巫頭村）、澫尾（澫尾村、澫西村、澫東村）、山心（山心村、貴明村）三個海島，俗称“京族三岛”，其祖先為16世纪初开始陆续从越南北部的涂山等地迁徙而来的，至今约有500年的历史，基本上現代中國京族普遍能够通用粤语和汉字，2000年人口普查京族人口22,584人，但这一数字不包括在中国大陆学习或工作的36,205名越南公民。

### 香港
香港的京族多為1970年代中期開始因越南戰爭關係，湧至香港的越南人及其後裔，但在香港的越南人很大一部分是歸國華僑，特別是越南的廣府人及潮汕人，僅部分為京族。

### 臺灣
臺灣境內的京族人口完全是20世紀後期移民的結果。由於政治（越南戰爭後自南越逃亡而定居臺灣）、社會（越南籍配偶）、經濟（越南籍技術人員）等因素，臺灣的京族人口逐漸增加，近年已達總人口的1%左右，因此也有少許在臺越南人在社會各階層出現。

### 美国
越南裔美国人约占海外越南人数量的一半，同时也是亚裔美国人第四大族群。1975年越南战争结束后，大批越南人移民美国。早期移民主要是受政治迫害或贫困的船民，逃离家园者通常被迫成为城市贫民，这些人在短时间内无法组成有力的社会团体。超过一半的越南裔美国人居住于加利福尼亚州和德克萨斯州。
2005年，越南裔美国人的人口已经超过150萬。

## 遺傳學
根據一項在法國巴黎聖路易醫院所做的研究：「研究比較表明京族與其他東方民族有密切的基因聯繫」，但京族有七個獨特的基因特徵。這些研究成果，以及京族遺留的侗台酶形態，表明京族源於侗台民族和馬來人、漢人。 根據另一項馬偕醫院的研究，京族和苗族、南方漢族、布依族、傣族被歸類在同一基因組，該基因組又和新加坡華人、泰國華人、閩人、客家人的基因有部分相近。

## 外部連結
- 京族的相关介绍 （页面存档备份，存于）